# Драгана Зарић
Драгана Зарић, (рођена 1. августа 1977, у Вршцу, Србија у тадашњој Југославији) је професионална тенисерка која је играла за СР Југославију, СЦГ и Србију.
Њена најбоља позиција на ВТА листи у каријери је број 157 у синглу, у пролеће 2001, а број 82 у дублу, у лето 2002. Она је освојила четири титуле на ИТФ турнирима, као и 24 у дублу. Она је такође играла за југословенски Фед куп тим од 1995, па до 2005.
Зарићева је започела своју професионалну каријеру 1994, а 1995. освојила је своју прву ИТФ титулу, у Никозији, Кипар. Године 1998, одиграла је прве ВТА квалификације на Истанбул купу, али је изгубила. Она је 2001. почела са покушајима да се квалификује на пар ВТА и све гренд слем турнире, али није успела да прође квалификације. У дублу, исте године је стигла до финала у Будимпешти, а највећи успех јој је био пласман у четвртфинале на Вимблдону.

## Пласман на ВТА листи на крају сезоне
| Година  | 1995 | 1996 | 1997 | 1998 | 1999 | 2000 | 2001 | 2002 | 2003 | 2004 | 2005 |
| Пласман | 320  | 479  | 230  | 263  | 421  | 177  | 241  | 243  | 435  | 473  | 593  |

## Резултати Драгане Зарић
| Легенда: До 2009.              | Легенда: Од 2009.     |
| ------------------------------ | --------------------- |
| Гренд слем (0/0)               |                       |
| Завршна првенства сезоне (0/0) |                       |
| категорија (0/0)               | Обавезни Премијер (0) |
| категорија (0/0)               | Премијер 5 (0)        |
| категорија (0/0)               | Премијер (0)          |
| и категорија (0/1)             | Међународни (0)       |

### ВТА финала у паровима (0–1)
| Бр. | Датум           | Турнир               | Подлога | Партнерка     | Противнице у финалу            | Резултат |
| 1.  | 16. април 2001. | Будимпешта, Мађарска | Шљака   | Софија Губаши | Јанета Хусарова Татјана Гарбин | 1–6, 3–6 |